# Remdesivir
Remdesivir é um antiviral desenvolvido pela companhia biofarmacêutica Gilead Sciences.
O medicamento, da Gilead ,foi desenvolvido para o tratamento da ébola e o vírus de Marburg, mas se mostrou ineficaz para essas infecções virais.
Durante a pandemia de COVID-19 em 2020, o remdesivir foi aprovado ou autorizado o uso de forma condicional para o tratamento da COVID-19 em cerca de 50 países.

## Tratamento para a COVID-19

### Aprovação nos Estados Unidos
Em 2020, o remdesivir começou a ser testado nos Estados Unidos (EU) de forma experimental para o tratamento da covid-19, tendo sido autorizado pela Food and Drug Administration (FDA) em outubro para pacientes  pacientes adultos e pediátricos com 12 anos de idade ou mais e pesando pelo menos 40 kg que estivesse hospitalizados em estado grave pela doença.
"A aprovação do Veklury [nome comercial nos EU) foi apoiada pela análise da agência de dados de três ensaios clínicos randomizados e controlados que incluíram pacientes hospitalizados com covid-19 leve a grave", anunciou a FDA.

### Aprovação no Brasil
Em 12 de março de 2021, a Anvisa aprovou o uso do medicamento para tratar pessoas que tivessem pneumonia causada pela covid-19, pois, segundo a Agência, ele "impede a replicação do vírus no organismo, diminuindo o processo de infecção".
Sua administração é por via intravenosa/injeção.
Ele foi o primeiro  tratamento para covid a receber a aprovação da FDA.

### Efeitos adversos
No tratamento para covid-19, os estudos mostraram insuficiência respiratória, biomarcadores sanguíneos que causam danos aos órgaos, incluindo baixos níveis de alumínio, hipocalemia, baixa contagem de células vermelhas, redução do número de plaquetas - que amenizam com a coagulação -, e coloração amarelada da pele. Outros estudos apontaram efeitos colaterais como problemas gastrointestinais, níveis elevados de transaminase (enzimas no fígado), e reações alérgicas.
Outros possíveis efeitos adversos do remdesivir incluem:
- Aparição de reações alérgicas após a aplicação do remdesivir.[8] Sinais e sintomas típicos de alergia podem incluir: baixa pressão sanguínea, nausea, vômitos, suor, e tremores.[8]

- Aumento anormal de enzimas no fígado, vistos nos exames de sangue.[8] Os níveis aumentados ficaram evidentes rapidamente nos pacientes que foram tratados com remdesivir, o que pode incluir sinais de inflamação, ou danos nas células do fígado.[8]

A aprovar o medicamento no Brasil, a Anvisa anunciou que "durante os estudos clínicos do produto no Brasil, não foram registrados eventos adversos graves com os voluntários".

## Desenvolvimento
O Remdesivir foi criado e desenvolvido pela Gilead Sciences, sob a direção do cientista Tomáš Cihlář, como parte da pesquisa da Gilead no desenvolvimento de um programa de tratamento para a ébola e o vírus de Marburg. Posteriormente, a Gilead Sciences descobriu que o remdesivir tinha atividade antiviral in-vitro contra vários filovirus, classes específicas de pneumovirus, paramixovírus, e os vírus da família coronavírus.

### Ébola
Em Outubro de 2015, o United States Army Medical Research Institute of Infectious Diseases (USAMRIID) fez o anúncio de estudos pré-clínicos  que mostraram que o remdesivir conseguiu bloquear o vírus causador da ébola na espécime macaco-rhesus. Travis Warren, que tem sido o investigador principal da USAMRIID desde 2007, disse que "o trabalho tem sido uma colaboração contínua entre a USAMRIID e a Gilead Sciences". A "perspectiva inicial" da "Gilead Sciences compôs toda uma livraria para encontrar moléculas anti-virais", e os experimentos foram realizados pelos Centros de Controle e Prevenção de Doenças. Como resultado desse trabalho, o remdesivir foi recomendado para "continuar em desenvolvimento como um potencial tratamento".
Remdesivir foi rapidamente encaminhado para os experimentos clínicos devido ao surto de ebola na África Ocidental de 2013-2016, sendo utilizado em pessoas com a doença. Os resultados preliminares se demonstraram promissores; foi usado também
em casos emergenciais durante o surto de ébola em Kivu, juntamente com outros ensaios clínicos, até Agosto de 2019, quando as autoridades de saúde locais anunciaram que o remdesivir era muito menos efetivo que os tratamentos por
anticorpo monoclonal, tal como o mAb114 e REGN-EB3. Ainda sim, os ensaios determinaram que a droga possui um perfil seguro.

### COVID-19
Desde Abril de 2020, o remdesivir vinha sendo visto como a droga mais promissora para o tratamento da COVID-19 e foi incluída entre os quatro tratamentos em estudo da realização internacional Solidarity Trial, e dos estudos clínicos Europeus. A FDA declarou em 1 de Maio de 2020 que é "plausível acreditar" que os efeitos benéficos do remdesivir superam seus conhecidos efeitos colaterais - em casos específicos de pessoas hospitalizadas em estágio grave de COVID-19.
Em 29 de Abril de 2020, o Instituto Nacional de Alergia e Doenças Infecciosas anunciou que o remdesivir se mostrou mais eficaz que o placebo, reduzindo o tempo de recuperação em pacientes hospitalizados com um caso grave de COVID-19 com comprometimento dos pulmões. Relatórios anteriores de um estudo clínico randomizado controlado tinha sido publicado antes com erros, e antes da revisão por pares; ela não havia apresentado a eficácia. A Gilead Sciences declarou que em virtude ao pouco interesse, o estudo teve que ser interrompido, ainda mais após um pesquisador não associado declarou que se houvesse algum benefício, o benefício da droga seria pequeno.
Já em Janeiro de 2020, a Gilead começou a testar o remdesivir contra o SARS-CoV-2, garantindo que a droga já havia demonstrado sua eficácia contra a síndrome respiratória aguda grave (SARS), e a síndrome respiratória do Médio Oriente (MERS) em ensaios com animais. Em 21 de Janeiro de 2020, o Instituto de Virologia de Wuhan se inscreveu para fazer o uso "patente" da droga, para o tratamento de COVID-19.
Em um ensaio na China realizado entre Fevereiro-Março de 2020, o remdesivir não se demonstrou eficaz na redução do tempo dos pacientes, nem na taxa de letalidade, além de ter causado uma série de efeitos adversos, obrigando os pesquisadores a interromperem com o estudo.
Em Março de 2020, um novo estudo do remdesivir no macaco-rhesus, demonstrou que a droga evita a progressão da doença. Em 18 de Março de 2020, a Organização Mundial de Saúde (OMS) anunciou que trataria de um grupo de pacientes com o remdesivir. Outros estudos clínicos estão sendo planejados. O pedido de patente para Veklury afirma que além de 100 mg do ativo remdesivir, 3 ou 6 g de quantidade de sulfobutiléter-beta-ciclodextrina Captisol produzido por Ligand Pharmaceuticals (San Diego, EUA) e Dexolve da CycloLab Cyclodextrin R&D Laboratory Ltd. (Budapeste, Hungria) foram usados como agente solubilizante.